# 1865年のスポーツ
- 年度別スポーツ記事一覧

## 競馬

### イギリス
クラシック
- 2000ギニー - グラディアトゥール
- 1000ギニー - サイビリア
- エプソムダービー - グラディアトゥール
- エプソムオークス - レガリア
- セントレジャーステークス - グラディアトゥール

その他主要レース
- アスコットゴールドカップ - イーリー
- グランドナショナル - アルキビアデス

### フランス
- パリ大賞典 - グラディアトゥール
- ジョッケクルブ賞 - ゴントラン

### オーストラリア
- メルボルンカップ - トリーボーイ

## ゴルフ

### 世界4大大会（男子）
- 全英オープン優勝者：アンドリュー・ストラス（イギリス）

## 登山
- 7月14日 - イギリスのウィンパー等、マッターホルンに初登攀

## ボート
- オックスフォード・ケンブリッジ大学対抗レガッタ優勝：オックスフォード大学

## 誕生
- 1月31日 - アンリ・デグランジュ（フランス、自転車競技、+1940年）
- 2月19日 - スヴェン・ヘディン（スウェーデン、探検家、+1952年）
- 3月13日（元治2年2月16日） - 山下義韶（神奈川県、柔道、+1935年）
- 6月10日 - フレデリック・クック（アメリカ、探検家、+1940年）
- 12月4日 - ルーサー・ギューリック（アメリカ、体育教師、+1918年）